# Gansus
Gansus är ett släkte förhistoriska vattenfåglar som levde under alb under den tidiga kritaperioden (omkring 110 miljoner år sedan) i nuvarande Kina.  Det är den äldsta kända sanna "nutida" fågeln. Släktet innehåller en enda art, G. yumenensis, som var av ungefär samma storlek som en duva och till utseendet liknade lommar och dykänder. Den hade de flesta drag av en nutida fågel, med undantag för dess frånvaro av ihåliga ben och dess klor på vingspetsarna, som kan ha försämrat dess flygförmåga något. Denna fågel är den äldsta kända medlemmen av Ornithurae (en klad som innehåller alla nu levande fåglar). Alla nutida fåglar härstammar från tidiga Ornithurae. Alltså är Gansus, även om den inte nödvändigtvis är en direkt anfader till dagens fåglar, åtminstone nära besläktad med en sådan anfadersart. 
Släktet var känt endast genom en enda fossil fot som upptäcktes 1981, men ett stort antal välbevarade Gansus-fossil upptäcktes 2003 och 2004 i Gansuprovinsen i Kina. Dessa exemplar hade rester av flygfjädrar och simhud mellan tårna. Det geologiska skikt där fossilen har hittats är Xiagouformationen.